# 2,5-Dimetoksy-4-jodoamfetamina
2,5-Dimetoksy-4-jodoamfetamina, DOI – związek jodoorganiczny, psychodeliczna substancja psychoaktywna, pochodna fenyloetyloaminy. Po raz pierwszy została otrzymana przez amerykańskiego chemika Alexandra Shulgina.

## Farmakodynamika
DOI jest przede wszystkim silnym agonistą receptorów serotoninowych 5-HT2A i 5-HT2C, ze znacznie mniejszym powinowactwem do pozostałych receptorów 5-HT.

## Efekty

### Efekty psychofizjologiczne
Zgodnie z PiHKAL, dawkowanie 2,5-dimetoksy-4-jodoamfetaminy waha się w przedziale 1,5 do 3 mg. Działanie DOI po zażyciu doustnym utrzymuje się długo, bo przez około 20–30 godzin, zależnie od przyjętej dawki. Do celów rekreacyjnych rozprowadzane jest zwykle w postaci nasączonych roztworem kartoników, co sprawia, że niekiedy bywa mylone z LSD przez niedoświadczonych użytkowników. DOI jest rozpuszczalne w wodzie (do stężenia 10 mg/ml) i etanolu (do 2 mg/ml).
Efekty działania tej substancji są bardzo indywidualne i zależą od wielu czynników (set and setting), zwykle jednak obejmują: efekty wizualne, pobudzenie, intensyfikację bodźców zewnętrznych, poprawienie nastroju i humoru, zmiany w odbiorze muzyki i dźwięków oraz ogólne silne zmiany percepcyjne.

### Efekty przeciwzapalno-immunosupresyjne
DOI, podobnie jak inne potężne agonisty receptora 5-HT2A, posiada wybitne właściwości przeciwzapalne. Powoduje ekstremalnie silne zahamowanie wydzielania cytokiny TNF-α (kacheksyny), wykazując znaczącą aktywność w tym kierunku już przy stężeniach w surowicy wynoszących 10–20 pikomoli na litr (około stukrotnie niższych od stężeń zwyczajowo uznawanych za charakteryzujące silne leki) w odpowiedzi na bodziec prozapalny (nasilenie wydzielania TNF-α może w takim przypadku w ogóle nie nastąpić). Wykazano doświadczalnie, że DOI może również zablokować proces zapalny nawet kilka godzin po nagłym jego wywołaniu.
Owe odkryte właściwości tego związku stwarzają nadzieje na potencjalne zastosowanie podobnie działających substancji w znacznie skuteczniejszym niż dotychczas leczeniu chorób powiązanych z nadmiernym wydzielaniem TNF-α, zwłaszcza autoimmunologicznych oraz w leczeniu chorób onkologicznych.
Dalsze badania nad tym nowo poznanym (odkrytym w 2008 roku) zjawiskiem mogą jednak, paradoksalnie, napotkać przeszkody natury czysto kulturowej, z powodu uprzedzeń znacznej części społeczeństwa wobec agonistów receptora 5-HT2A (środki te mają zwykle silne działanie psychodeliczne, które byłoby niepożądane w terapii – rozwiązaniem klinicznie korzystnym byłoby opracowanie ich analogów niezdolnych do przekroczenia bariery krew–mózg).

## Zastosowanie
- badania naukowe nad właściwościami biologicznymi receptorów 5-HT2A i 5-HT2C oraz agonistów tychże receptorów
- cele rekreacyjne (jako narkotyk)
- potencjalny lek immunosupresyjny niemający właściwości kancerogennych